# Vipavski Križ
Vipavski Križ (Duits: Kreuzberg) is een plaats in Slovenië en maakt deel uit van de gemeente Ajdovščina in de NUTS-3-regio Goriška. De plaats telde 170 inwoners op 1 januari 2020.

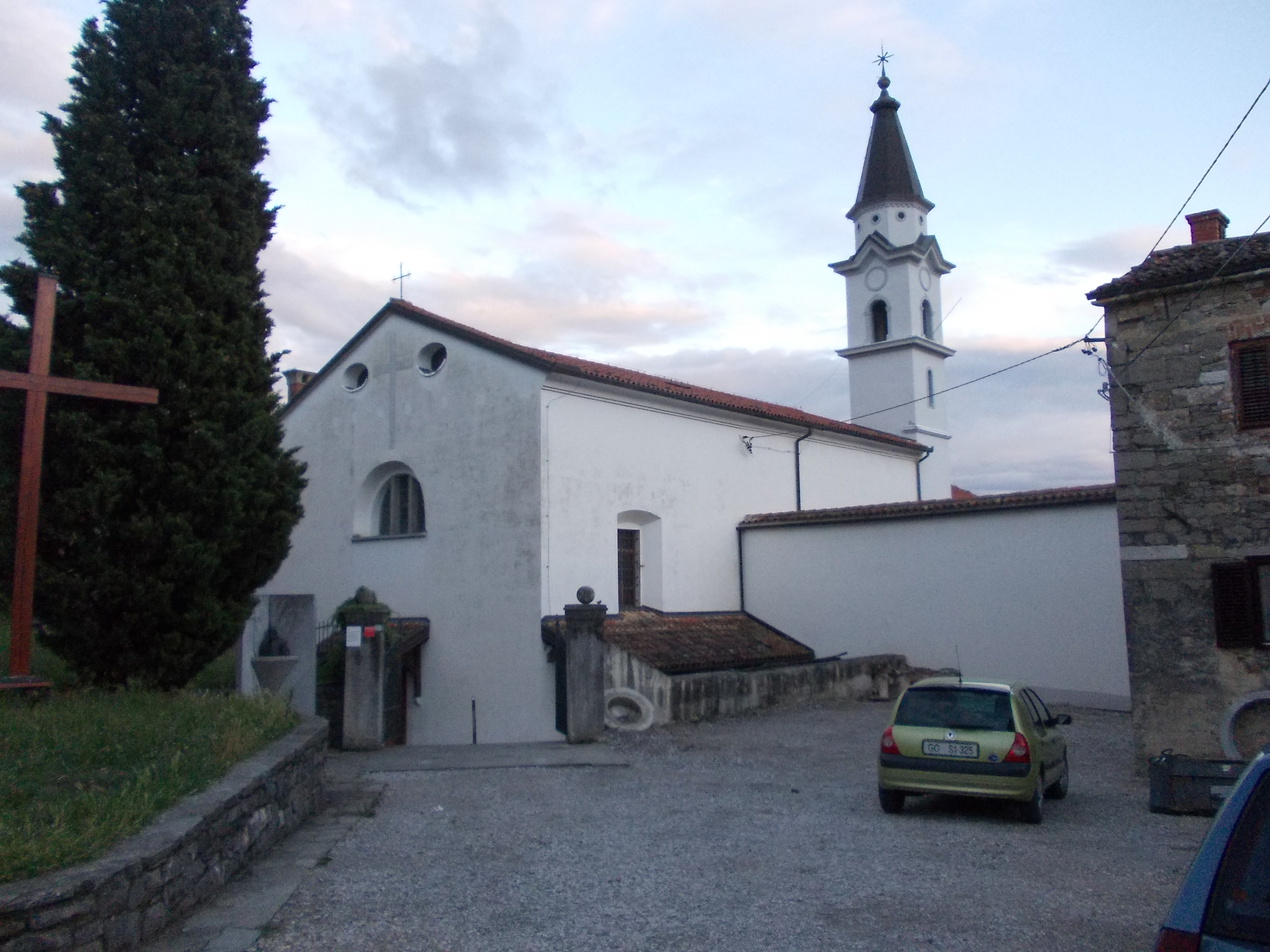
Sint Franciscus van Assisikerk